# Arthur Bachmann
Arthur Bachmann (Winterthur, 10 januari 1922 - Winterthur, 5 november 1983) was een Zwitsers leraar, jurist en politicus.

## Opleiding en vroege carrière
Bachmann volgde een lerarenopleiding en was sinds 1941 werkzaam als leraar aan een lagere school. Van 1943 tot 1948 volgde hij een deeltijd rechtenstudie en in 1948 promoveerde hij. Van 1953 tot 1960 was hij districtsrechter en van 1960 tot 1967 procureur en plaatsvervangend rechter bij het hooggerechtshof van het kanton Zürich. Van 1964 tot 1967 hij voorzitter van het Verband van Politiefunctionarissen in het kanton Zürich. Daarnaast werd hij lid van de Raad van Bestuur van de Nordostschweizerische Kraftwerke (elektriciteitsproducent voor Noordoost-Zwitserland).

## Politieke carrière
Bachmann werd in 1949 lid van Sociaaldemocratische Partij van Zwitserland (SP) en in 1950 werd hij lid van het Schweizerischer Verband des Personals öffenlicher Dienste (VPOD). Van 1950 tot 1955 was hij wethouder van Winterthur en van 1955 tot 1963 lid van de Kantonsraad (kantonsparlement) van het kanton Zürich. In 1963 ging hij in de federale politiek toen hij voor de SP in de Nationale Raad (tweede kamer Bondsvergadering) werd gekozen.

### Voorzitter van de Regeringsraad van Zürich
Bachmann verwisselde in 1967 zijn lidmaatschap van de Nationale Raad voor dat van de Regeringsraad van het kanton Zürich. Hij beheerde de departementen van Binnenlandse Zaken en Justitie. Als lid van de Regeringsraad was hij verantwoordelijk voor de invoering van het vrouwenkiesrecht (1970).
Bachmann was van 1 mei 1972 tot 30 april 1973 en van 1 mei 1978 tot 30 april 1979 voorzitter van de Regeringsraad van het kanton Zürich (dat wil zeggen regeringsleider).
Bachmann was van 1968 tot 1972 lid van het hoofdbestuur van de SP. Hij vertegenwoordigde de gematigde richting.
Arthur Bachmann overleed op 61-jarige leeftijd.